# كاركير
كاركير هي كومونا (بلدية) في مقاطعة سافونا في إيطاليا في المنطقة ليغوريا، وتقع على بعد حوالي 50 كيلومتر (31 ميل) غرب جنوا وحوالي 20 كيلومتر (12 ميل) شمال غرب سافونا .

## نبذة
تقع كاركير على حدود العديد من البلديات : التارا، وكايرو مونتنوت، وكوسيريا، مالاري وبلاري، بلوفسكجيسكل. تم ضم الصليب في كنيسة يوحنا المعمدان في القرن ال 17 من قبل الناحت الايطاليًا نطون ماريا ماراجليانو، وفي القرن ال16 من القلعة، تبقى من ألاطلال فقط اليوم. وينحدر المغني وكاتب الاغاني أناليزا من كومونا كاركير